# آنری لوباسک
آنری لوباسک (انگلیسی: Henri Lebasque؛ ۲۵ سپتامبر ۱۸۶۵ – ۷ اوت ۱۹۳۷) نقاش سبک پسادریافتگری اهل فرانسه بود. وی تحصیل را در مدرسه هنرهای زیبای آنژه آغاز نمود و در سال ۱۸۸۶ به پاریس نقل مکان کرد. در پاریس با کامی پیسارو و پیر آگوست رنوآر آشنا شد و تحت تأثیر آثار و افکار آنان قرار گرفت.

## نگارخانه

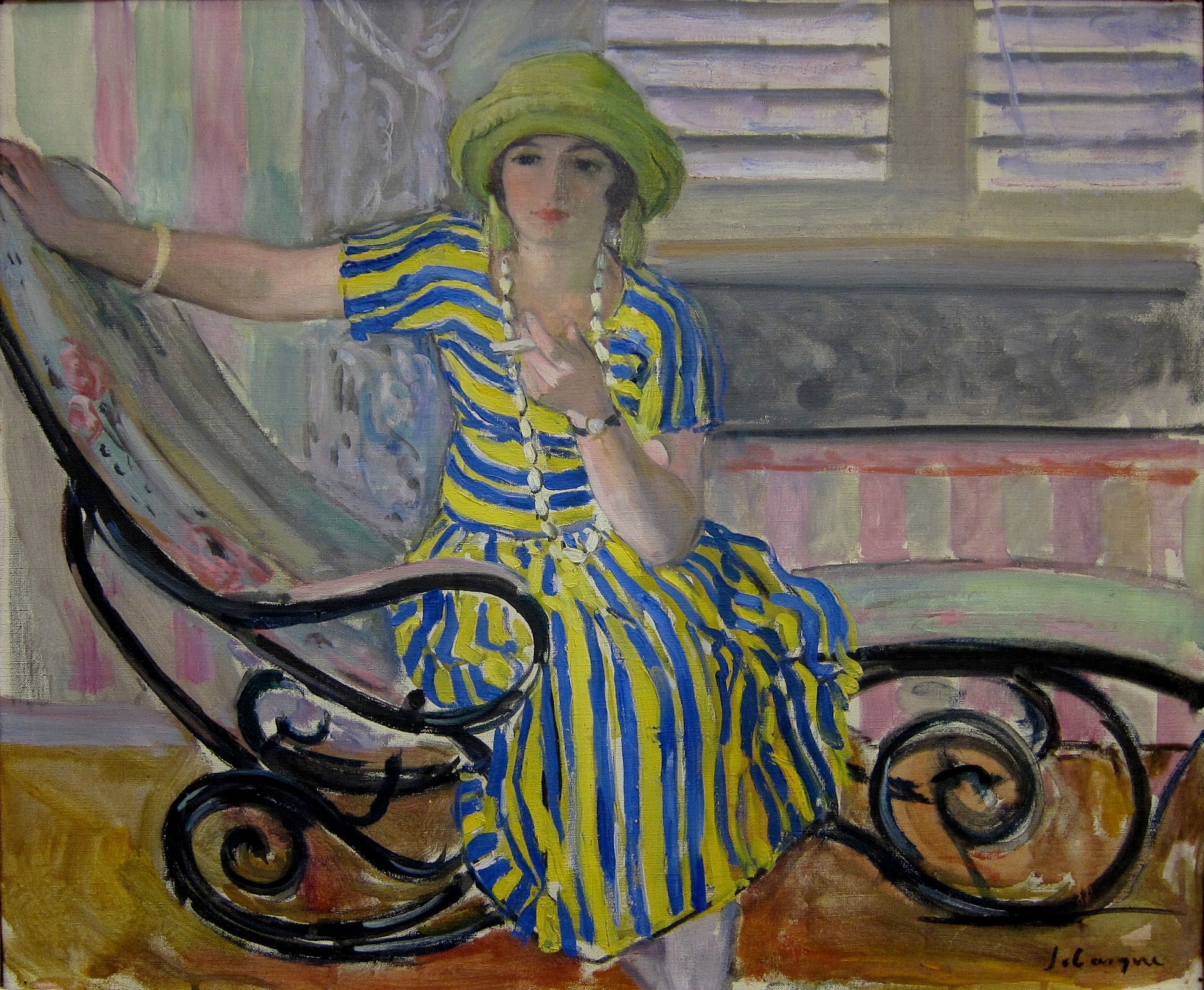
سیگار، ۱۹۲۱؛ موزه هنر و صنعت روبه
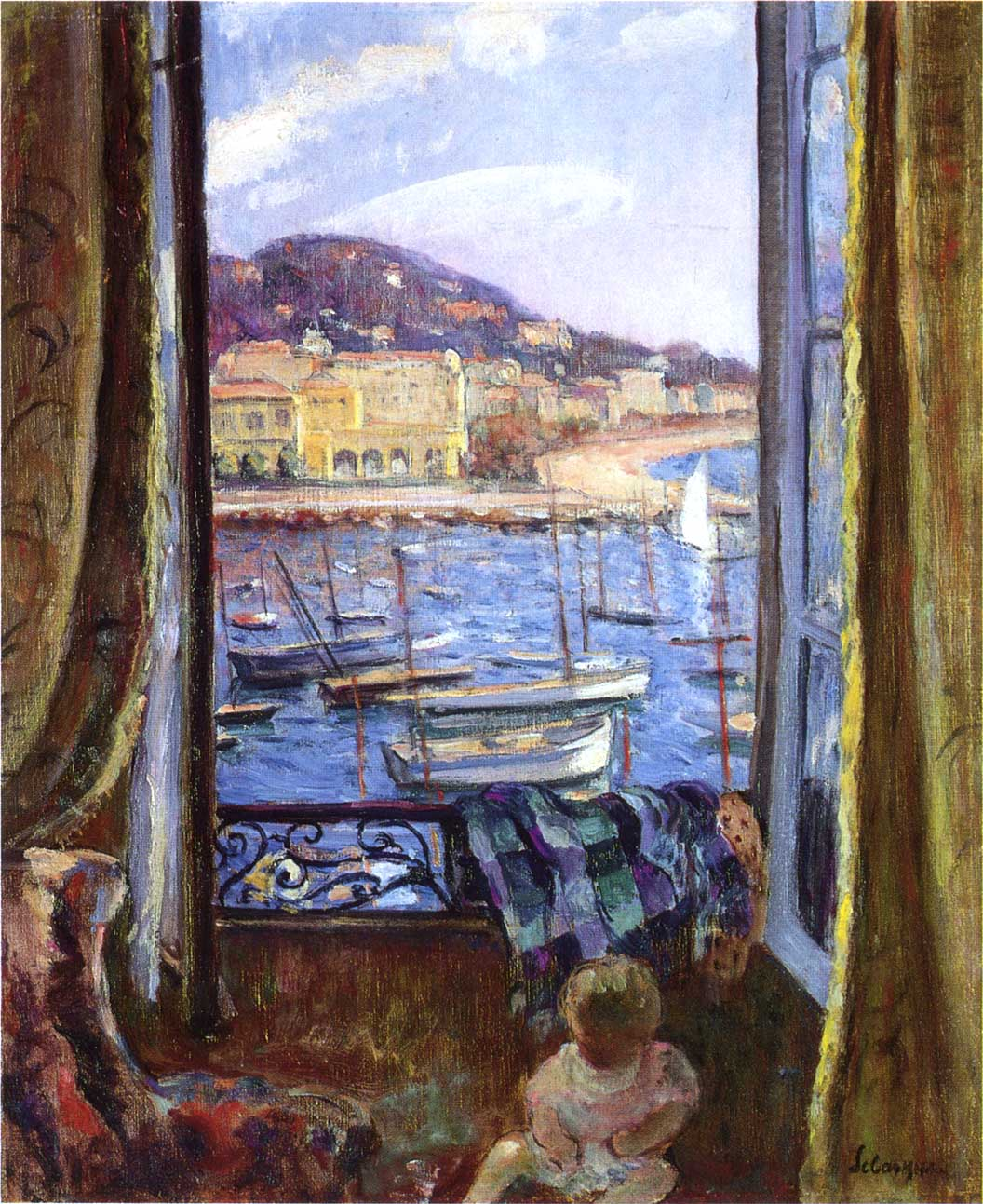
اسکله سنت پیر در کن
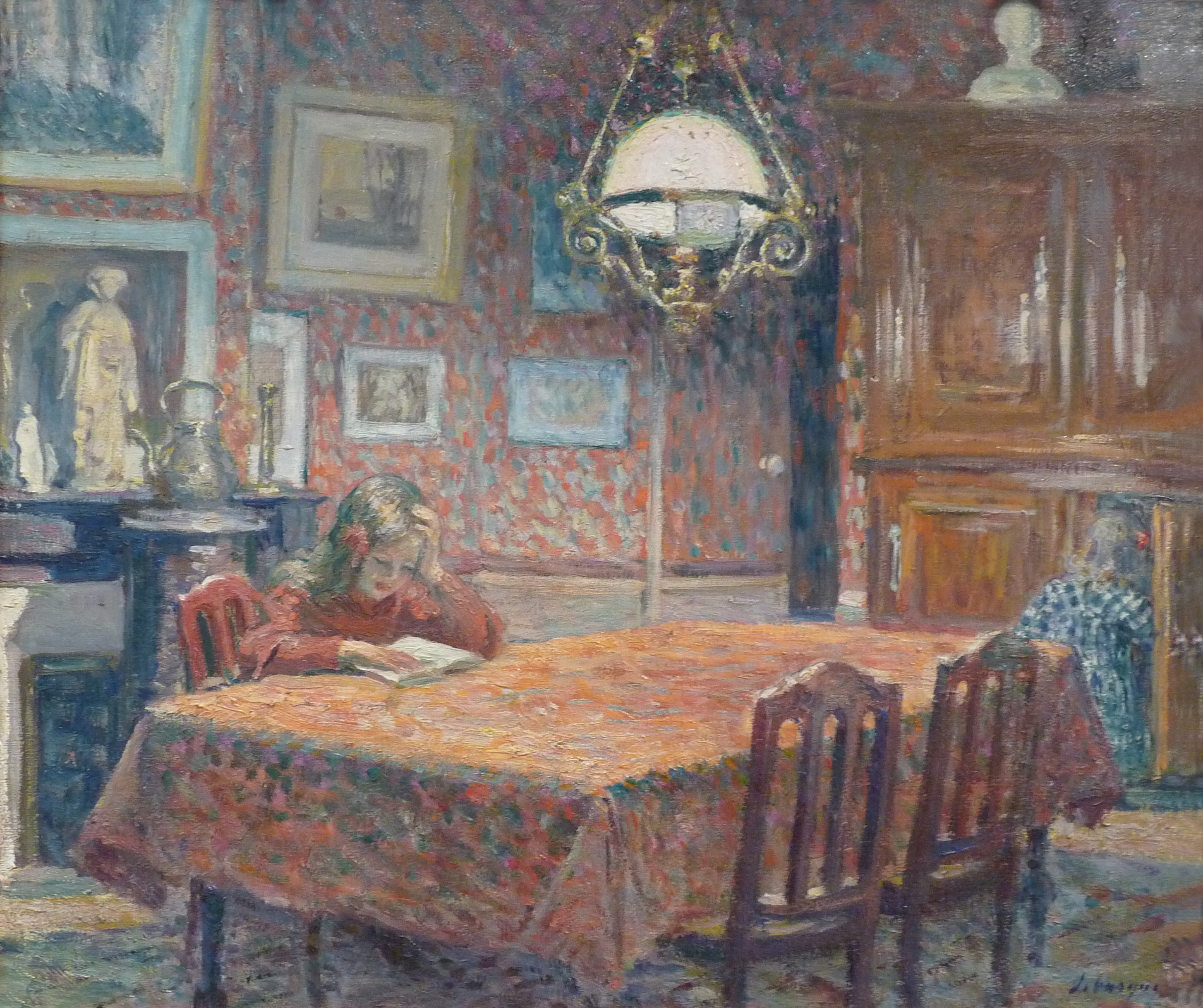
زیر نور لامپ، ۱۹۰۴؛ موزه هنرهای زیبای نانسی
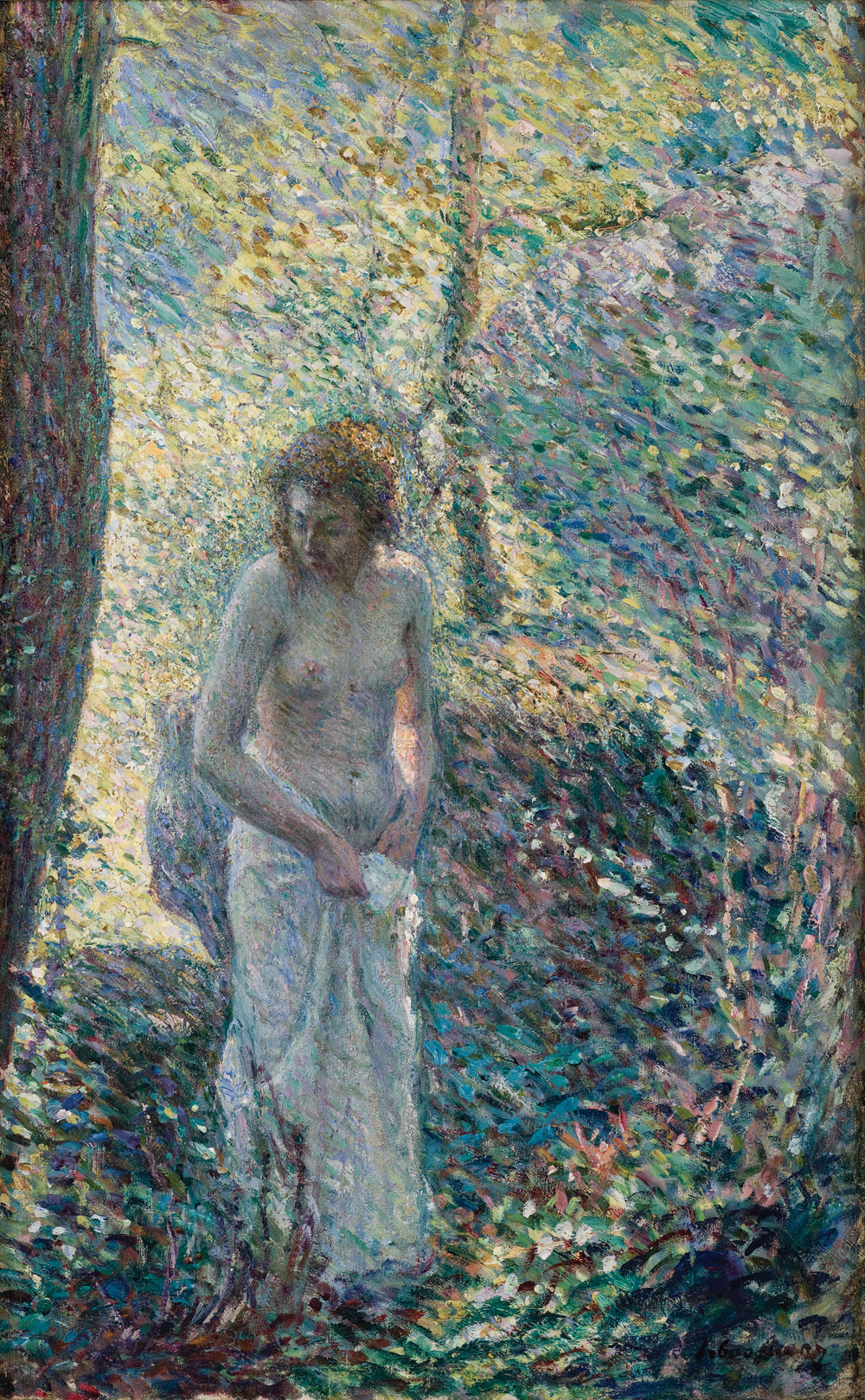
زن جوان در جنگل، ۱۸۹۷؛ موزه هنر پونسه